# Wierzbno (gmina w województwie krakowskim)
Wierzbno – dawna gmina wiejska istniejąca w latach 1867–1954 i 1973–1976 w Kieleckiem i Krakowskiem (dzisiejsze woj. małopolskie). Siedzibą gminy było Wierzbno.

## Pierwsza odsłona
Gmina zbiorowa Wierzbno powstała w 1867 roku w związku z refomą gminną w Królestwie Polskim. Weszla w skład powiatu miechowskiego w guberni kieleckiej.
W okresie międzywojennym gmina Wierzbno należała do powiatu miechowskiego w woj. kieleckim. 4 listopada 1933 gminę podzielono na 9 gromad (sołectw): Biórków Wielki, Czernichów, Glew, Glewiec,Karwin, Łaganów, Szarbia, Wierzbno i Wronin.
Po wojnie gmina przez bardzo krótki czas zachowała przynależność administracyjną, lecz już 1 kwietnia 1945 roku została wraz z całym powiatem miechowskim przyłączona do woj. krakowskiego. Po wojnie utworzono cztery kolejne gromady (Górka Jaklińska, Siedliska, Wąsów i Wroniec), przez co według stanu z dnia 1 lipca 1952 roku gmina składała się z 13 gromad: Biórków Wielki, Czernichów, Glew, Glewiec, Górka Jaklińska, Karwin, Łaganów, Siedliska, Szarbia, Wąsów, Wierzbno, Wroniec i Wronin.
Jednostkę zniesiono wraz ze zlikwidowaniem gmin i wprowadzeniem gromad 29 września 1954 roku. Z jej obszaru powstały wówczas w powiecie miechowskim gromady Biurków Wielki, Glewiec, Karwin i Wierzbno, które dwa dni później, czyli 1 października 1954 roku, włączono do nowo utworzonego powiatu proszowickiego w tymże województwie.

## Druga odsłona
Gmina Wierzbno została reaktywowana w dniu 1 stycznia 1973 roku w powiecie proszowickim, w woj. krakowskim w składzie: Biórków Mały, Biórków Wieki, Czernichów, Glew, Glewiec, Górka Jaklińska, Karwin, Łyszkowice, Posądza, Siedliska, Szarbia, Wąsów, Wierzbno, Wroniec, Wronin i Zielona. W porównaniu ze stanem z 1954 roku w skład nowej gminy Wierzbno nie wszedł tylko Łaganów (włączono go do gminy Proszowice); gmina objęłą dodatkowo Łyszkowice i Posądzę, należące przed 1954 do gminy Koniusza. Powstały na jej obszarze także dwa nowe sołectwa, Biórków Mały i Zielona, które stanowiły dawniej część Biórkowa Wielkiego.
1 czerwca 1975 gmina weszła w skład nowo utworzonego miejskiego woj. krakowskiego.
2 lipca 1976 roku gmina została zniesiona, a z jej obszaru oraz z obszaru (prawie całej) zniesionej gminy Niegardów utworzono gminę Koniusza.